# The Now Now
The Now Now è il sesto album in studio del gruppo musicale britannico Gorillaz, pubblicato il 29 giugno 2018 dalla Parlophone.
È l'unico album in cui non compare Murdoc Niccals, sostituito temporaneamente da Asso, boss della Banda dei Verdastri e antagonista della serie animata Le Superchicche.

## Antefatti
Vennero affissi una serie di poster della copertina durante l'All Points East Festival 2018 e, due giorni dopo, lo stesso Damon Albarn annunciò ufficialmente l'album. I poster contenevano frasi e un link a un sito web che mostrava una breve anteprima contenente un frammento di una nuova canzone e la data di uscita, fissata al 29 giugno 2018.

## Promozione
Il 31 maggio è stato pubblicato il primo singolo Humility, presentato in anteprima radiofonica nel programma Beats 1 di Zane Lowe, e promosso dal relativo videoclip in cui ha fatto la propria apparizione Jack Black. Nello stesso giorno è stato reso disponibile per l'ascolto anche il brano Lake Zurich.
Per anticipare l'uscita dell'album, il gruppo ha reso disponibile per l'ascolto a cadenza settimanale anche i brani Sorcerez, Fire Flies e Hollywood.

## Accoglienza
Emanuele Sacchi di Rumore ha assegnato all'album un voto pari a 74/100 e dichiara che l'album è «quasi un sequel di Everyday Robots, in cui la pregnanza da pietra miliare è sostituita dalla (tipica) effimera effervescenza Gorillaz: una sequela di suoni perfetti, scritti sulla sabbia».

## Tracce
Testi e musiche di Gorillaz, eccetto dove indicato.
1. Humility (feat. George Benson) – 3:17 (Gorillaz, George Benson)
2. Tranz – 2:42
3. Hollywood (feat. Snoop Dogg & Jamie Principle) – 4:53 (Gorillaz, Jamie Principle, Calvin Broadus)
4. Kansas – 4:08
5. Sorcererz – 3:00
6. Idaho – 3:42
7. Lake Zurich – 4:13
8. Magic City – 3:59
9. Fire Flies – 3:53
10. One Percent – 2:21
11. Souk Eye – 4:34

## Formazione
Musicisti
- Gorillaz – voce, strumentazione
- George Benson – chitarra (traccia 1)
- Snoop Dogg – voce aggiuntiva (traccia 3)
- Jamie Principle – voce aggiuntiva (traccia 3)
- Karl Vanden Bossche – percussioni (traccia 3)
- Junior Dan – basso (traccia 5)
- Abra – voce aggiuntiva (traccia 5)
- Graham Coxon – chitarra aggiuntiva (traccia 8)

Produzione
- Gorillaz – produzione
- James Ford – produzione
- Remi Kabaka – produzione
- Stephen Sedgwick – missaggio, ingegneria del suono
- Samuel Egglenton – assistenza tecnica
- John Davis – mastering
- Mark Decozio – ingegneria del suono aggiuntiva (traccia 1)

## Classifiche
| Classifica (2018)         | Posizione massima |
| ------------------------- | ----------------- |
| Australia                 | 4                 |
| Austria                   | 8                 |
| Belgio (Fiandre)          | 5                 |
| Belgio (Vallonia)         | 2                 |
| Canada                    | 4                 |
| Danimarca                 | 27                |
| Finlandia                 | 17                |
| Francia                   | 6                 |
| Germania                  | 10                |
| Italia                    | 17                |
| Norvegia                  | 7                 |
| Nuova Zelanda             | 9                 |
| Paesi Bassi               | 5                 |
| Portogallo                | 8                 |
| Regno Unito               | 2                 |
| Spagna                    | 11                |
| Stati Uniti               | 4                 |
| Stati Uniti (alternative) | 2                 |
| Stati Uniti (rock)        | 2                 |
| Svezia                    | 18                |
| Svizzera                  | 3                 |